# Guadalajara (Castella - la Manxa)
|  | «Guadalajara (Castella-la Manxa)» redirigeix aquí. Vegeu-ne altres significats a «Guadalajara». |

Guadalajara és una ciutat d'Espanya, capital de la província homònima, a la comunitat autònoma de Castella-la Manxa. El seu cens és de 83.633 habitants (en 2016) i la seua extensió 267,5 km². És a uns 55 km de Madrid. Està vorejada per l'autovia A-2, i té una aturada de l'AVE a la seua estació ferroviària (a 7 km de la capital) i disposa del servei de trens de rodalia de Madrid. Per la ciutat discorre el riu Henares.
Fundada pels ibers amb el nom d'Arriaca ("riu pedregós"), el seu actual nom prové dels musulmans, qui després d'arrasar-la la van reconstruir anomenant-la Wādī al-Ḥaǧārah (Arabic وادي الحجارة), que significa "riu de pedres" (el nom derivaria de wadi al-Hijara); també se l'esmenta com Madinat al-Faradj per la important família amaziga local dels Banu l-Faradj que governava la ciutat, descendent dels Banu Salim (que dominaven a Medinaceli = Madinat Salim). Hi havia una ruta d'origen romà que unia Toledo amb Saragossa que passava per Guadalajara, i al-Istakhri al segle X esmenta la ruta Còrdova-Toledo-Guadalajara-Saragossa.
En temps d'Abd al-Rahman I (756-788) el cap amazic Shaykh al-Miknasi revoltat a Mèrida, es va refugiar de les tropes cordoveses a la fortalesa de Sopetrán (768) propera a Guadalajara. El 860 Mussa ibn Mussa ibn Fortun dels Banu Qassi, anomenat el "tercer rei d'Hispània", que havia estat sobirà independent a la Marca Superior sota Abd al-Rahman II (822-852) i no reconeixia a Muhammad I, es va enfrontar al seu gendre Izrak ibn Mantil ibn Salim, governador de Guadalajara, fidel a Còrdova, i va morir en la batalla quan tenia uns setenat anys. Els fills de Musa van seguir rebels però van acabar sotmesos en el regnat de Muhammad I (852-886). Sota Muhammad i el seu fill Abd-Al·lah ibn Muhàmmad ibn Abd-Ar-Rahman (888-912), la regió fou fortificada així com la Marca Mitjana (al-taghr al-awsat o al-adna), sorgint fortaleses com Majrit (Madrid), Talamanka (Talamanca), Kanalish (Canales), Wilmush (Olmos) o Kalat al-Khalifa (Calatalifa). Abd al-Rahman III (912-961) va tenir un control militar efectiu a la zona i Ibn Hayyan diu que va deposar el governador, de la família Banu Salim, i va nomenar un membre de la família omeia.
A la caiguda del califat als primers anys del segle xi, el territori fou disputat per les taifes de Saragossa i Toledo; el conflicte obert va durar del 1043 a la mort de Sulayman ibn Muhàmmad al-Mustaín de Saragossa (1047); els dos sobirans van reclamar l'ajut cristià: els Banu Dhi l-Nun de Toledo de Ferran I de Lleó i els húdides de Saragossa de Garcia Sanxes III de Pamplona. El fill de Sulayman al-Mustain, Àhmad ibn Sulayman al-Múqtadir, es va apoderar de Guadalajara. Va caure en mans dels cristians en temps d'Alfons VI de Castella, potser al mateix temps o poc després de Toledo el 1085. El 1107 s'esmenta a un "alkad de Medina i de Guadalfajara"; va rebre fur d'Alfons VII de Castella el 1133.

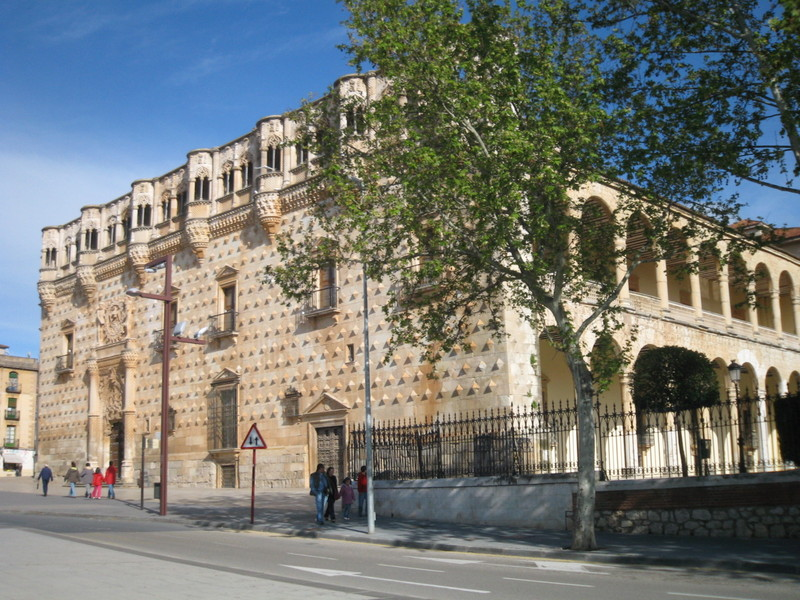
Palau de l'Infantado

A partir del segle xiv es converteix en una ciutat important, gràcies en part a la família Mendoza. No obstant això en el segle xx, després d'un incendi i la Guerra civil espanyola, va quedar prou endarrerida, si bé la seua proximitat a Madrid li proporciona un bon atractiu per a les indústries.
Va ser el bressol d'Antonio Buero Vallejo, dramaturg espanyol del segle xx. Els monuments més característics de la ciutat són el Panteó de la Duquessa de Sevillano i el Palacio del Infantado. Actualment ha desenvolupat una infraestructura que permet la seua expansió més enllà del Barranc del Alamín. Va ser també bressol del conquistador espanyol Nuño Beltrán de Guzmán, fundador de la ciutat homònima a Mèxic.